# Oksen (Fjell)
Ne doit pas être confondu avec Oksen.
Oksen ou Uksen est une île dans le landskap Sunnhordland du comté de Vestland. Elle appartient administrativement à Øygarden.

## Géographie
Rocheuse et désertique, elle s'étend sur environ 347 m de longueur pour une largeur approximative de 188 m. Elle comporte des entrepôts.